# 弄便
弄便（ろうべん、英語 Coprophilia）とは、排泄物である大便をもてあそぶ行為のこと。人間の文化において大便は大抵の場合、禁忌されるべき不浄の存在として扱われ、また生物全般においても、衛生面から見た場合に伝染病の病原体を含んだ大便は典型的かつ危険な感染源で、それを示すように猛烈な臭気を伴い、本能的にこれを避ける。そのため人間としての自覚および生物としての生存本能の喪失であるとされる。

## 概略
大便をもてあそぶことには、生理的嫌悪感のみならず、匂いや細菌感染などの問題が多く、一般的な知性を持つ人間が行うことは考えられない。このような行為を認める場合には、認知症(痴呆)や精神発達遅滞、統合失調症をともなっていることが多い。またタブーとなっていることを行うことから、性的に興奮する糞尿愛好症(いわゆるスカトロ趣味)もあるが、これは精神障害を伴わずに行われる意図的な性的代償行為である。

## 認知症と弄便
認知症患者で弄便はしばしばみられる。弄便を行うことに、合理的な目的をみとめることは少ない。大便を食べる、壁にこすりつける、手遊びをするなどさまざまな行為がみられ、介護での問題となる。
介護の現場では、さまざまな程度・症状の認知症患者が入所／入院することが一般的である。弄便を行わない患者にとって、弄便により生活環境が汚されることは大変不潔・不快なことであり、スタッフは一日に何度も掃除をせざるを得ないなどの無形の負担を強いられる。現在介護保険では、弄便については評価を行っていない。このような現状については厚生労働省政策に意見・批判がある。